# Campañas de los Balcanes
Las campañas o guerras de los Balcanes es el nombre con que se conoce a los sucesivos conflictos que ocurrieron en la región de los Balcanes
1. Guerra serbo-turca (1876)
2. Guerra ruso-turca (1877-1878)
3. Guerra Serbo-Búlgara (1885)
4. Guerra greco-turca [1897)

Fronteras tras las dos guerras balcánicas (1912-1913).

5. Primera guerra balcánica (1912-1913)
6. Segunda guerra balcánica (1913)

## Campañas en laPrimera Guerra Mundial(1914-1918)
1. Operaciones en Serbia (1914)
2. Desembarco en la península de Galípoli (1915)
3. Campaña contra Serbia (1915)
4. Operaciones en la frontera greco-serbia (1916)
5. Campaña de Rumanía (1916)

## Campañas en laSegunda Guerra Mundial
1. Campaña en la frontera grecoalbanesa (1940)
2. Campaña de Albania (1941)
3. Campaña de Yugoslavia
4. Campaña de Grecia
5. Campaña soviética (1944)

- Datos: Q8256523